# Limesstein Denkendorf

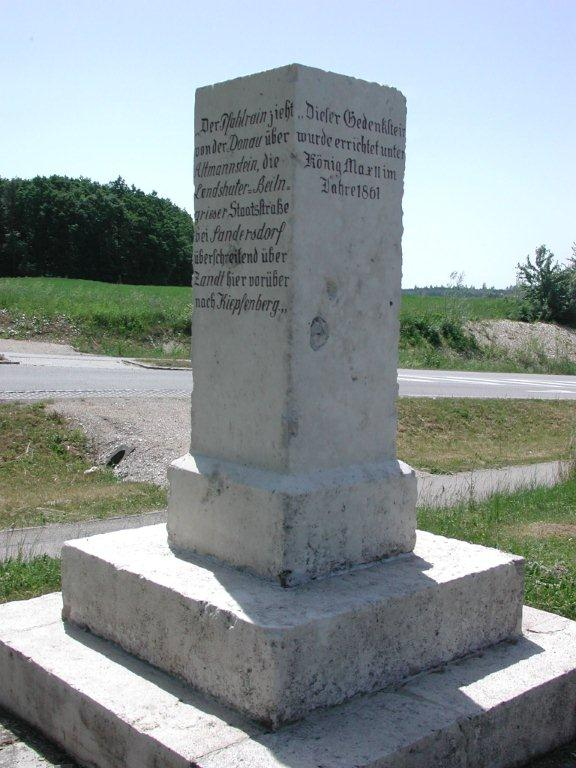
Maxlstein

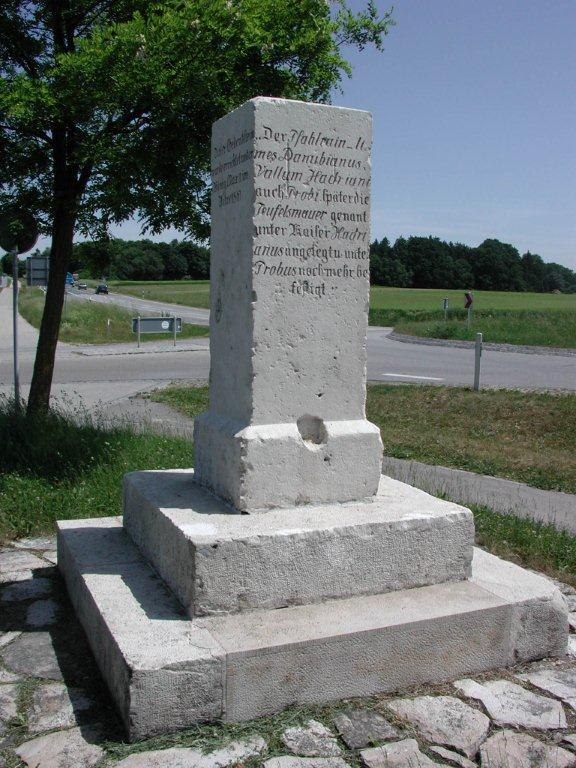
Gedenkstein

Der Limesstein Denkendorf („Maxlstein“) steht am Mühlwegäcker in Denkendorf, Landkreis Eichstätt, Oberbayern. Der neuzeitliche Gedenkstein erinnert an die Tradition von Max II. Joseph, solche Steine überall entlang des Limes aufstellen zu lassen. Er ist mit Nr. D-1-76-120-6 als denkmalgeschützt eingetragen.

## Vorgeschichte
Auf ausdrücklichen Wunsch von König Max II. Joseph begann 1852 der bayerische Staat, die Aufstellung von Gedenktafeln und Gedenksteinen an geschichtlich bemerkenswerten Stätten im Königreich Bayern anzuregen und die Art ihrer Ausführung verbindlich vorzuschreiben. Nur zwei Jahre später waren in Bayern bereits 120 Gedenktafeln und Gedenksteine angebracht und aufgestellt, darunter drei am Limes. König Max II. Joseph verlangte 1856, auch die Römerstraßen und übrigen Denkmäler der Römerzeit auf solide und dauerhafte Weise zu kennzeichnen. An der „Teufelsmauer“, wie der Limes im Volksmund genannt wird, wurden daraufhin in Zusammenarbeit mit der zuständigen Baubehörde 1858 vom Historischen Verein in Mittelfranken acht Standorte vorgeschlagen. Sie alle sollten den Limes dort kennzeichnen, wo verkehrsreiche Straßen kreuzten, damit mehr Publikum aufmerksam gemacht werden konnte. In Denkendorf ist der Standort folgendermaßen definiert: An der Hochfläche nordöstlich des Ortszentrums, an der Straße nach Beilngries. Die Gedenksteine sind in der Regel Vierkantstelen mit quadratischem Grundriss von 53 Zentimetern Seitenlänge auf dreifach zurückspringenden quadratischen Sockeln mit rund 180, 120 und 65 Zentimetern Seitenlänge. Sie weisen mehr als zwei Meter Gesamthöhe auf. Viele  Informationen gibt es auf den vereinheitlichten Stelen, zu der auch die Säule am Denkendorfer Gewerbegebiet zählt.

## Inschriften
(erste und zweite Seite):
(dritte und vierte Seite):

## Gestehung
Der Denkendorfer "Maxlstein", wie der Gedenkstein genannt wird, ist eine schutzwürdige, neuzeitliche Replik einer der fünf ausgeführten und erhalten gebliebenen Limes-Gedenksteinen aus dem Jahr 1861. Er markiert in gleicher Ausführung und entsprechenden Texten den Verlauf der römischen Grenzmauer im Gemeindegebiet, deren Spuren zwar nicht durchgehend, aber doch vereinzelt als Feldweg, Hecke oder flacher Schuttwall erkennbar sind. Im Wappen der Gemeinde ist der Gedenkstein stilisiert dargestellt.
Der Denkendorfer Gemeinderat wählte ihn 1975 als Einziger zum Wahrzeichen und nicht die Limespalisade, einen Wachtturm oder sonstige römische Funde, wie dies weitere, ehemals am Limes liegende, Gemeinden taten.